# Уппер Дмитро Сергійович
Дмитро Сергійович Уппер (рос. Дмитрий Сергеевич Уппер; 27 липня 1978, м. Усть-Каменогорськ, СРСР) — казахський хокеїст, центральний нападник.
Вихованець хокейної школи «Торпедо» (Усть-Каменогорськ), перший тренер — Анатолій Мелехов. Виступав за «Торпедо» (Усть-Каменогорськ), «Торпедо» (Нижній Новгород), «Ак Барс» (Казань), «Спартак» (Москва), ЦСКА (Москва), «Атлант» (Митищі), «Барис» (Астана).
У регулярному чемпіонаті Континентальної хокейної ліги — 350 матчів (64+63), у Кубку Гагаріна — 70 (10+9).
У складі національної збірної Казахстану учасник зимових Олімпійських ігор 2006 (5 матчів, 0+1), учасник чемпіонатів світу 1999 (група B), 2000 (група B), 2004, 2005, 2011 (дивізіон I) і 2012. У складі молодіжної збірної Казахстану учасник чемпіонатів світу 1996 (група C) і 1997 (група B).